# Kanton Ploudalmézeau
Kanton Ploudalmézeau (fr. Canton de Ploudalmézeau) je francouzský kanton v departementu Finistère v regionu Bretaň. Skládá se z 10 obcí.

## Obce kantonu
- Brélès
- Lampaul-Ploudalmézeau
- Landunvez
- Lanildut
- Ploudalmézeau
- Plouguin
- Plourin
- Porspoder
- Saint-Pabu
- Tréouergat